# Luci Calpurni Pisó Frugi (pretor 112 aC)
Luci Calpurni Pisó Frugi (llatí: Lucius Calpurnius Piso Frugi) va ser un magistrat romà. Formava part de la gens Calpúrnia, una antiga família romana d'origen plebeu.
Era fill de Luci Calpurni Pisó Frugi, cònsol l'any 133 aC, del que va heretar el malnom, Frugi, que vol dir "honest", i va merèixer portar-lo. Va servir amb el seu pare a Sicília l'any 133 aC i va morir a Hispània el 111 aC on exercia com a propretor (per tant és probable que l'any 112 aC fos pretor).
Va tenir dos fills, Luci Calpurni Pisó Frugi, que va ser pretor l'any 74 aC i Marc Pupi Pisó, que va ser adoptat per Marc Pupi.